# Питиримова, Екатерина Викторовна
Екатерина Викторовна Питиримова (род. 5 июля 1996, Коломна, Московская область) — российская гребчиха. Мастер спорта России (2015). Мастер спорта России международного класса (2022). Участница Олимпийских игр 2020 в Токио.

## Биография
Отец — Виктор Викторович Питиримов (род. 1968) — гребец и тренер. Дед — Виктор Иосифович Питиримов (1938—2018) — тренер по академической гребле.
Начала заниматься греблей в марте 2007 года в возрасте 12 лет. Первый тренер — С. А. Ситников. Занималась также под руководством отца. Выпускница Государственного училища олимпийского резерва (Бронницы). Окончила Великолукскую государственную академию физической культуры (2021). Выступала за Центр спортивной подготовки олимпийских видов спорта и Спортивную школу олимпийского резерва по академической гребле (Коломна).
Участница юношеских чемпионатов мира 2013 (Литва) и 2014 (Германия), а также молодёжных чемпионатов мира 2015 года (Болгария) и 2017 (Болгария). Бронзовая призёрша молодёжных чемпионатов Европы 2017 (Польша) и 2018 (Беларусь).
На взрослом уровне участвовала на чемпионатах Европы 2020 и 2021 годов.  В Люцерне (Швейцария) завоевала олимпийскую лицензию на дистанции 200 метров. Участница Олимпийских игр 2020 в Токио, где заняла последнее место в утешительном финале в двойке в паре с Екатериной Курочкиной.
Бронзовый призёр чемпионата России 2015 года в одиночке. Чемпионка России 2021 года в двойке. Победитель Спартакиады 2022 года. Становилась победителем первенства России 2023 года по прибрежной гребле в Махачкале.
В мае 2023 года была отстранена от тренировок со сборной России из-за конфликта с тренером.